# حمله به کاروان حج (۳۱۲)
در ذی‌الحجه ۳۱۲ ه‍.ق برابر مارس ۹۲۴ میلادی، قرمطیان به کاروان حجاج در راه بازگشت از مکه به عراق حمله کردند و آنها را غارت کردند. در این حمله اموال زیادی شامل شمسة تاج جواهر نشان کاروان سلطنتی حج خلیفه توسط قرامطه به غارت رفت، همچین حاجیان زیادی من جمله أبو الهيجاء عموی مادر خلیفه مقتدر و تعدادی از درباریان خلیفه به اسارت گرفته شده و به الحسا منتقل شدند این یورش، همراه با ناتوانی در جلوگیری از غارت بصره در چند ماه قبل، به عزل و اعدام وزیر خلافت عباسی، ابن فرات انجامید.

## پیش‌زمینه
در دهه ۸۹۰ میلادی، مبلغ اسماعیلی، ابوسعید جنابی فارسی، دولت مستقل قرمطی را در بحرین تأسیس کرد. در زمان حکومت ابوسعید، قرمطیان بحرین در قیام‌های قرمطیان در دهه ۹۰۰ علیه خلافت عباسی در سوریه و عراق یا در تأسیس خلافت فاطمی در افرقیه بی‌تفاوت ماندند. آنها علاوه بر یورش به بصره در سال ۳۱۱ ه‍. ق، با عباسیان نیز صلح کردند و از سوی وزیر عباسی، علی بن عیسی بن جراح، پول و سلاح دریافت کردند.
در رمضان ۳۱۰، کوچکترین پسر ابوسعید، ابوطاهر جنابی که به سن ۱۶ سالگی رسیده بود، به رهبری قرمطیان رسید. در همان زمان، علی بن عیسی موقعیت خود را از دست داد و رقیب جنگ طلب ترش، ابن فرات، که طرفدار اقدام نظامی بود، جایگزین او شد.  ابوطاهر، که ظاهراً جاه طلب بود که نشان خود را بگذارد، احتمالاً این را بهانه ای برای حمله به عباسیان در نظر گرفت. اقدام او حمله به شهر بندری بزرگ بصره بود که سربازانش آن را برای بیش از دو هفته در ۲۴ ربیع‌الثانی ۳۱۱ غارت کردند. به جای واکنش به تهدید قرمطیان، ابن فرات، با تبعید و شکنجه یا کشتار بسیاری از رقبای بالقوه خود در دربار، نگران باقی ماند.